# Johannes Engel (Astronom)
Johannes Engel (latinisiert Ioannes Angelus; * vor 1463 in Aichach; † 29. September 1512 in Wien) war ein bayerischer Mediziner, Astronom, Astrologe und Professor der Physik und Mathematik an der Universität Ingolstadt.

## Herkunft
Die Schuhmachersleute Konrad und Elisabeth Engel aus Aichach dürften die Eltern von Johannes gewesen sein.

## Leben und Wirken
Im Jahre 1468 begann Johannes Engel seine Studien an der Universität Wien. Nach dem Baccalaureat 1471 wechselte er an die 1472 neu gegründete Universität Ingolstadt. 1474 wurde er Magister artium und seit 1476 war er Lektor in Physik. 1479 begann er ein Medizinstudium, das er mit der Promotion abschloss.
Engel war in den Jahren 1489 bis 1491 Korrektor in der Offizin seines Freundes, dem Drucker und Verleger Erhard Ratdolt in Augsburg. Er gab Ephemeriden der Himmelskörper auf der Grundlage der Tafeln des Regiomontanus heraus. Bekannt ist seine Ausgabe der astrologischen Werke des persischen Astronomen Abu Ma'schar, insbesondere des De magnis coniunctionibus, das Johannes Kepler zur Gleichsetzung des Sterns von Betlehem mit der Dreifachkonjunktion von Jupiter und Saturn 7 v. Chr. anregte.
1492 wurde Engel als erster Lector ordinarius für Mathematik und Astronomie mit planmäßiger Besoldung an die Universität Ingolstadt berufen, obwohl er nicht promoviert war. 1498 praktizierte er als Arzt in Krems an der Donau. Nach 1500 lebte er als Arzt in Wien.
Engel verfasste regelmäßig astrologische Tafelwerke, insbesondere für medizinische Anwendungen (wie die Zeiten für Aderlässe) und Voraussagen der politischen Ereignisse und dem Wetter. Solche Berechnungen erfolgten damals auf der Grundlage der Alfonsinischen Tafeln aus dem 13. Jahrhundert, die auch Regiomontanus und Johannes Stöffler verwandten. Engel schloss sich in Wien einer Gruppe von Astronomen um Andreas Stiborius an, die vom Turm des Herzoglichen Kollegiums astronomische Beobachtungen durchführten, um die Genauigkeit der Tafelwerke zu überprüfen. Sie fanden Abweichungen der beobachteten von den berechneten Planetenörtern (z. B. den weit verbreiteten Ephemeriden von Stöffler/Pflaum von 1499) von 1° bis 3°, insbesondere bei Mars. Dies hatte auch schon Georg von Peuerbach bemerkt und begonnen, Korrekturen für die Alfonsinischen Tafeln zu erarbeiten, die er aber durch seinen frühen Tod nicht vollenden konnte. Engel nahm die Arbeit wieder auf und veröffentlichte korrigierte Almanache für die Jahre 1510 und 1512. Durch seinen Tod 1512 konnte er die angekündigte Erläuterung des Verfahrens nicht mehr erstellen.

## Möglicher Einfluss auf Kopernikus
Laut der Nicolaus-Copernicus-Biographie von Pierre Gassendi aus dem Jahr 1654 hatte Engel Kenntnis von dessen um 1509 verfassten Commentariolus und war ein früher Anhänger von dessen Weltbild.
Im Commentariolus verwendet Copernicus ein heliozentrisches Planetenmodell, das mathematisch dem geozentrischen Modell des Ibn asch-Schatir (1304–1375), einem syrischen Astronomen an der Umayyaden-Moschee in Damaskus, entspricht. Owen Gingerich vermutet, dass Kopernikus über die ihm bekannten Almanache novu[m] atq[ue] correctu[m] Engels davon Kenntnis erhalten haben könnte. J. Dobrzycki und R. L. Kremer haben die meist iatromathematischen Kalender und Vorhersagen Engels analysiert und stellten fest, dass alle Werke vor 1510 auf den traditionellen alfonsinischen Tafeln fußten. In den Almanachen auf die Jahre 1510 und 1512 verwendet er Korrekturen, die auf nicht überlieferte Arbeiten Georg von Peuerbachs zurückgehen. Diese Korrekturen könnten auf mathematischen Verfahren der islamischen Astronomen in der Maragha-Tradition (Nasir Ad-din at-Tusi, Mu'ayyad al-Din al-Urdi, Ibn asch-Schatir) beruhen, obwohl unklar ist, wie Peurbach davon Kenntnis erhalten hat.

## Schriften
- Die dewtsch practick maister Hannß Engel auff das jar LXXXVIII mit den gewiter vor nie solcher gestalt gepracticieret
- Astrolabium planum, in tabulis ascendens, Augsburg 1488, 1494, 1502
- Ephemerides, Augsburg, 1489
- Albumazaris de magnis conjunctionibus, Augsburg 1489
- Almanach auf das Jahr 1490, E. Ratdolt, Augsburg 1489
- Tafel der Neu- und Vollmonde für 1490
- Vorhersage für 1496
- Tractat de nativitatibus, Venedig 1494
- Almanach novu[m] atq[ue] correctu[m] per Joannem angelu[m] artiu[m] et medicine doctore[m] peritissimu[m] ex p[ro]prijs tabulis calculatum super Anno domini. 1510 (und 1512), Wien 1509, 1511
- Astrolabij quo primi mobilis motus deprehenduntur canones, Venetijs, in officina Petri Liechtenstein, 1512[4]
- Tractat von der Pestilentz Joanni Engel, der freyen künsten und artzney Doctor, auss der leer der Doctorn der artzney und der Astronomey gezogen, posthum 1518